# 영등날
영등날(靈登日)은 한국의 명절로, 음력 2월 1일에 영등할머니가 내려온다는 날이다. 지역에 따라 영동할머니날, 이월할매 먹는 날, 이월밥 해먹는 날, 바람님 오는 날, 풍신날 등으로도 불린다. 한국에서는 이 날에 비가 오면 풍년, 바람이 불면 흉년이 든다고 믿는 풍습이 있다.

## 영등할머니
영등할머니는 음력 2월 계절풍을 인격화한 가신이다. 이월 초하루에 하늘에서 내려와 지상 가정에 머물다가 그달 15일이나 20일에 다시 올라간다. 절기는 경칩과 춘분 사이에 겨울에서 봄으로 바뀌는 환절기이며, 꽃샘추위가 간헐적으로 찾아와 날씨가 불안정하다.
2월에 찾아오는 계절풍을 관장하는, 바람을 통제하고 조정하는 풍신이다. 농사가 시작되는 시기에 풍년을 기약하는 농업의 신으로도 여겨진다.
불교에서 최고 천신을 뜻하는 제석을 붙여 영등제석, 제석할머니로 부르기도 한다.